# In una notte di tormenta
In una notte di tormenta (Snowbody Loves Me) è un film del 1964 diretto da Chuck Jones e Maurice Noble. È il quinto dei 34 cortometraggi animati della serie Tom & Jerry prodotti da Jones con il suo studio Sib-Tower 12 Productions. Venne distribuito dalla Metro-Goldwyn-Mayer il 12 maggio 1964. Il cartone contiene molte musiche arrangiate provenienti dal compositore Fryderyk Chopin, tra cui Rivoluzionario, la Grande Valse Brillante in mi bemolle maggiore e Fantasia-Improvviso.

## Trama
Mentre vaga in montagna tra la neve e il gelo, Jerry viene travolto da una folata di vento, cadendo nella neve e rotolando giù dalla montagna, fino a schiantarsi in un villaggio a valle. Il topo, addentrandosi nel villaggio, raggiunge un negozio di formaggio e va a bussare alla porta. Tom, che sta dormendo all'interno del negozio, si sveglia e va ad aprire la porta. Jerry però entra di nascosto e chiude Tom fuori, dopodiché vede un'enorme forma di formaggio occhiato e si tuffa dentro esultando di gioia. Tom intanto riesce a rientrare nel negozio quasi completamente congelato, per poi accendere il fuoco e riscaldarsi. Mentre Jerry esplora la sua nuova casa dentro la forma di formaggio, Tom lo scopre e cerca di acchiapparlo facendolo uscire dalla forma con un mantice, ma inutilmente. Alla fine Tom tappa tutti i buchi della forma, prende un mantice gigante, su cui fa cadere un'incudine; la forma si gonfia talmente tanto da esplodere e i tappi si schiantano come dei proiettili addosso a Tom. Uscendo dai resti della forma, Jerry si accorge di avere addosso un tutù di formaggio e così si mette a ballare. Tom applaude Jerry, ma poi lo stordisce con uno schiaffo e lo butta fuori in mezzo alla neve e al freddo. Tom si rimette a dormire, ma ben presto comincia a preoccuparsi per Jerry, temendo che potrebbe morire, e così esce fuori e lo riporta dentro casa. Tom fa bere a Jerry un liquore molto forte tanto che quest'ultimo spicca un balzo gigante e finisce contro delle bambole su uno scaffale, finendo per indossare i vestiti di una di esse. Tom si mette quindi a suonare il pianoforte, mentre il topo balla. Dopo aver suonato la canzone, Tom saluta Jerry con il suo cappellino, mentre quest'ultimo saluta Tom inchinandosi.